# Henrik Palmborg
John Henrik Palmborg, född 7 mars 1890 i Bjuråkers församling i Gävleborgs län, död 28 oktober 1982 i Nyköping, var en svensk friidrottare (längdhopp). Han vann SM-guld i både längdhopp och tresteg år 1905. Han tävlade för Lunds Realskolas IF.